# 等覚
等覚、等覺（とうかく、とうがく）とは、菩薩が修行して到達する階位（菩薩五十二位）の52位の中、下位から51番目に位置する菩薩の極位をいう。その智徳が略万徳円満の仏である妙覚とほぼ等しく、一如になったという意味で等覚という。 
三祇百劫の修行を満足し、まさに妙覚の果実を得ようとする位。一生補処、有上士、金剛心の位といわれる。